# 朗当 (萨瓦省)
朗当（法語：Randens，法語發音：[ʁɑ̃dɑ̃]）是法国萨瓦省的一个旧市镇，属于圣让德莫里耶讷区。2019年，朗当与市镇艾格贝勒合并为新市镇瓦勒达尔克，朗当为新市镇行政中心。

## 地理
朗当（45°32'39"N, 6°18'37"E）面积10.36 平方千米，位于法国奥弗涅-罗讷-阿尔卑斯大区萨瓦省，该省份为法国东部省份，历史上为薩伏依的一部分，北起上萨瓦省，西接伊泽尔省和安省，南部和东部与上阿尔卑斯省和意大利接壤。
与朗当接壤的市镇（或旧市镇、城区）包括：艾格贝勒、布尔讷夫、蒙萨佩。

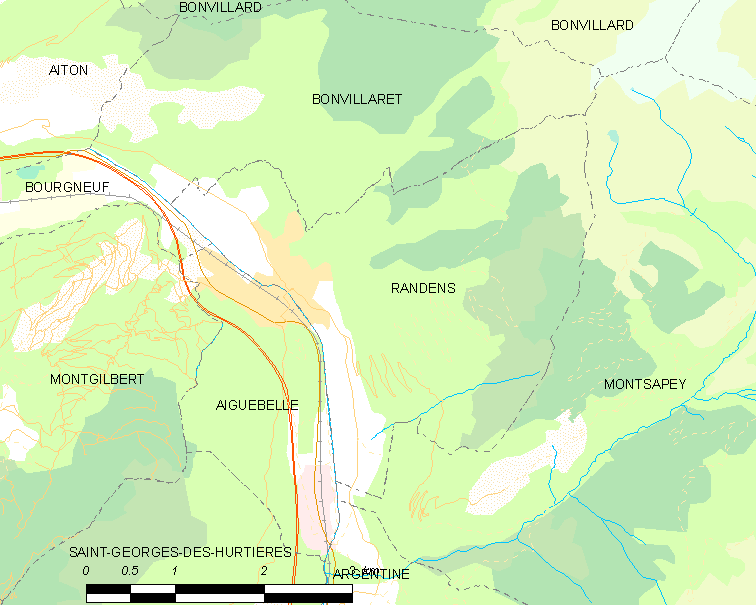
的OSM定位图

朗当的时区为UTC+01:00、UTC+02:00（夏令时）。

## 行政
朗当的邮政编码为73220，INSEE市镇编码为73212。

## 政治
朗当所属的省级选区为圣皮埃尔达尔比尼县。

## 人口

1962-2008年间人口变化图示

朗当于2018年1月1日时的人口数量为822人。